# Конверс (Техас)
Конверс (англ. Converse) — місто (англ. city) в США, в окрузі Беар штату Техас. Населення — 27 466 осіб (2020).

## Географія
Конверс розташований за координатами 29°30′51″ пн. ш. 98°18′19″ зх. д. / 29.51417° пн. ш. 98.30528° зх. д. (29.514125, -98.305274).  За даними Бюро перепису населення США в 2010 році місто мало площу 18,30 км², з яких 18,07 км² — суходіл та 0,23 км² — водойми.

## Демографія
Згідно з переписом 2010 року, у місті мешкало 18 198 осіб у 6218 домогосподарствах у складі 4724 родин. Густота населення становила 994 особи/км².  Було 6627 помешкань (362/км²).
Расовий склад населення:
| - 61,8 % — білих - 21,1 % — чорних або афроамериканців - 2,4 % — азіатів - 0,7 % — корінних американців - 0,4 % — вихідців з тихоокеанських островів - 8,7 % — осіб інших рас |

До двох чи більше рас належало 5,0 %. Частка іспаномовних становила 37,7 % від усіх жителів.
За віковим діапазоном населення розподілялося таким чином: 30,6 % — особи молодші 18 років, 62,0 % — особи у віці 18—64 років, 7,4 % — особи у віці 65 років та старші. Медіана віку мешканця становила 31,9 року. На 100 осіб жіночої статі у місті припадало 91,0 чоловіків;  на 100 жінок у віці від 18 років та старших — 85,0 чоловіків також старших 18 років.
Середній дохід на одне домашнє господарство  становив 71 730 доларів США (медіана — 62 481), а середній дохід на одну сім'ю — 76 667 доларів (медіана — 68 529). Медіана доходів становила 46 819 доларів для чоловіків та 34 210 доларів для жінок. За межею бідності перебувало 10,9 % осіб, у тому числі 13,3 % дітей у віці до 18 років та 7,9 % осіб у віці 65 років та старших.
Цивільне працевлаштоване населення становило 9264 особи. Основні галузі зайнятості: освіта, охорона здоров'я та соціальна допомога — 19,9 %, мистецтво, розваги та відпочинок — 12,7 %, науковці, спеціалісти, менеджери — 11,6 %, публічна адміністрація — 10,8 %.